# Протасов, Виталий Фёдорович
Виталий Фёдорович Протасов (1927 г.) — советский учёный-металлург, специалист по организации производства на горных работах. Доктор экономических наук, профессор кафедры «Экономика и менеджмент» НИТУ "МИСиС".

## Биография
Виталий Фёдорович Протасов родился в 1927 г. в городе Великий Устюг. Работал на нефтешахте в г. Ухта Коми АССР. В 1948 г. окончил Бакинское морское училище, служил на Балтике. В 1950 г. поступил и в 1955 г. окончил Московский горный институт и начал работать в г. Норильске. Был рабочим, мастером, главным инженером на строительстве рудника, начальником отдела, советником директора Норильского горно-металлургического комбината им. А.П. Завенягина. В 1966 г. переведен на работу в Министерство цветной металлургии СССР, а в 1975 г. был назначен начальником отдела цен тяжелой промышленности — членом коллегии Государственного Комитета по ценам при Совете Министров СССР.
С 1987 г. работает в МИСиС, вначале членом Ученого совета, а затем профессором кафедры «Экономика и менеджмент». Читал курсы: «Цены и ценообразование», «Экономика цветной металлургии», «Экология».

## Научная и образовательная деятельность
Работая в Норильске, увлекался исследовательской работой по организации производства на горных работах, написал и в 1964 г. защитил кандидатскую диссертацию по теме: «Производительность труда и резервы ее роста на карьерах». За время работы в Гиредмете в должности заведующего отделом экономического прогнозирования развития цветной металлургии написал и в 1978 г. защитил докторскую диссертацию на тему: «Экономические проблемы эффективности основных производственных фондов цветной металлургии (вопросы методологии и практики)».
Им опубликовано более 230 работ, в том числе 25 монографий, учебных пособий, книг по экономике, управлению и охране окружающей среды и природопользованию. В.Ф. Протасов с 1991 г. являлся президентом Экологического фонда России, членом Экологического Совета Государственной Думы РФ, консультантом ООН по экологии.

## Признание
Награжден орденом Дружбы народов, медалями: «За трудовую доблесть», «За доблестный труд в ознаменование 100-летия со дня рождения Владимира Ильича Ленина»; знаками: «Отличник ценообразования СССР», «Отличник цветной металлургии СССР»; грамотами Министерства цветной металлургии СССР.